# Bagbundet
Bagbundet er en kortfilm fra 1996 instrueret af Michael Katz Krefeld efter eget manuskript.

## Handling
Den første danske håndkolorerede tonefilm. En ekspressionistisk komedie om kunsten at skrive - og især ikke at kunne. Kill your darlings, før de dræber dig.